# Simulación histórica
Aunque hoy en día su presencia se ha reducido a juegos de ordenador (bajo MSDOS y Windows), los juegos de estrategia por turnos de simulación histórica alcanzaron su mayor grado de popularidad como juegos de tablero.
Las marcas Nike & Cooper (NAC) y en menor medida Avalon Hill, editaron en España una gran cantidad de juegos de tablero (los de NAC, traducidos al castellano) que recreaban escenarios históricos. Algunos recreaban batallas de la Segunda Guerra Mundial como la de Stalingrado, Guadalcanal, Operación "Market Garden" y otros como "La guerra civil Española", el desarrollo completo de una guerra.